# Židovský hřbitov v Libochovicích
Židovský hřbitov v Libochovicích se nachází v severozápadní části Libochovic, asi 800 metrů severozápadně od náměstí. Založen byl v roce 1583 a v roce 1846 došlo k jeho rozšíření do současné podoby, kdy jeho celková plocha čítá 3190 m2. Do dnešní doby se dochovalo 550 náhrobků, přičemž nejstarší dochovaný pochází z roku 1588. Dle provedení se zde nachází barokní, renesanční i novodobé náhrobní kameny. Při jižní zdi jsou umístěna torza náhrobků. V roce 1947 hřbitov těžce poničili vandalové. Opětovně byl vandaly poškozen v 80. a 90. letech. Od roku 2002 probíhala rekonstrukce hřbitova, která již byla zdárně ukončena. Hřbitov je volně přístupný.
Je chráněn jako kulturní památka České republiky.

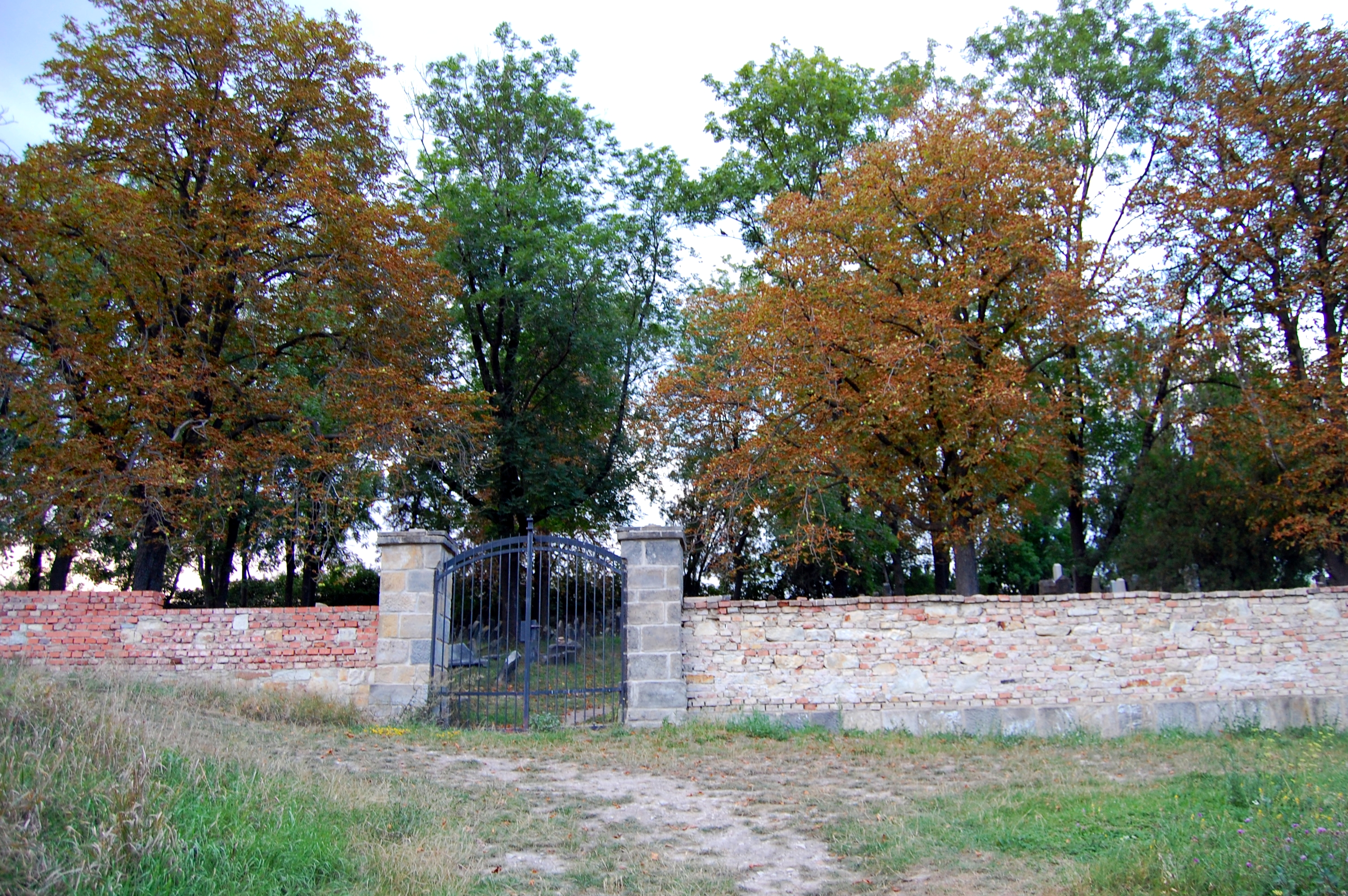
Brána hřbitova
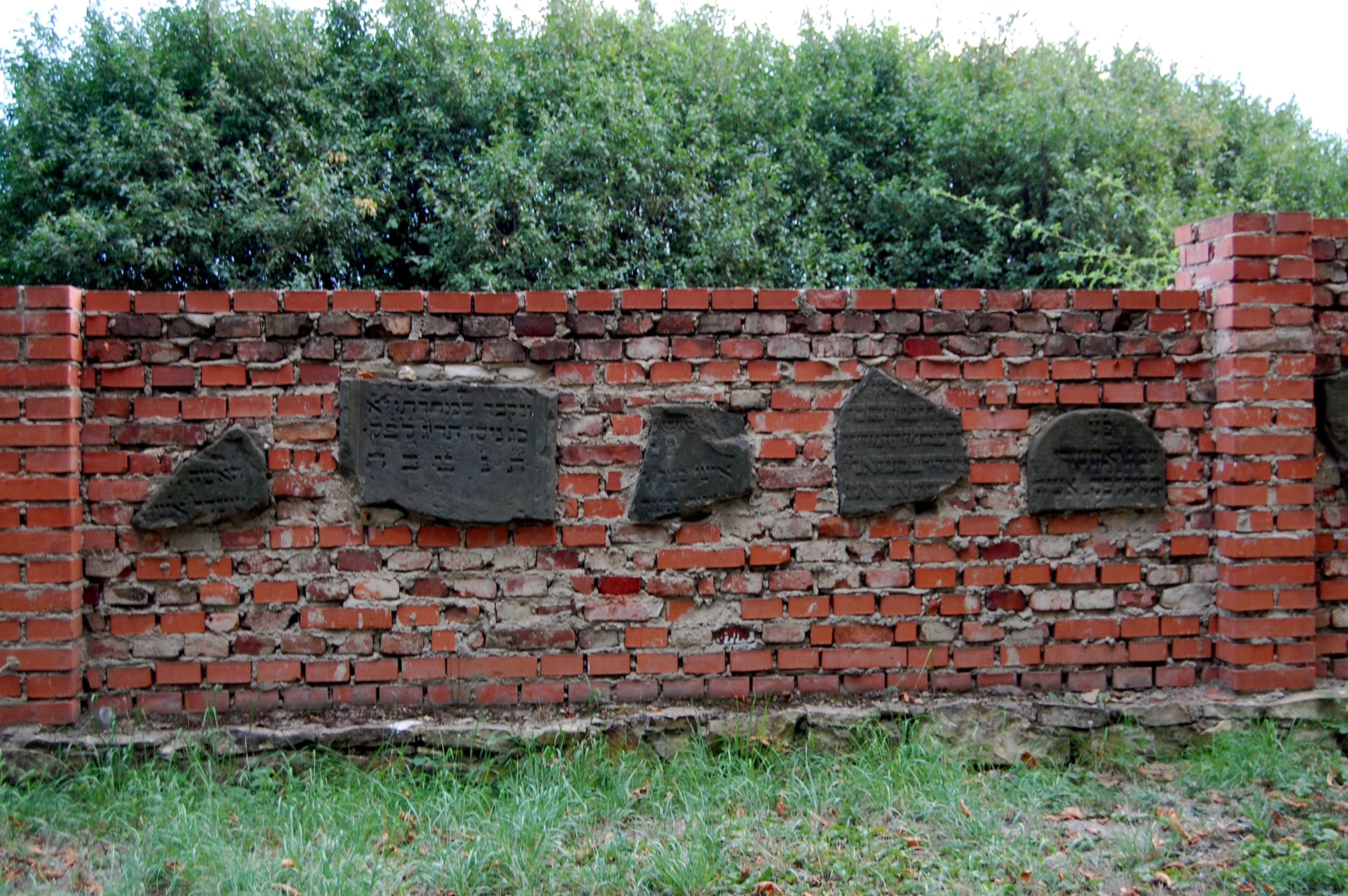
Torza náhrobků při zdi hřbitova
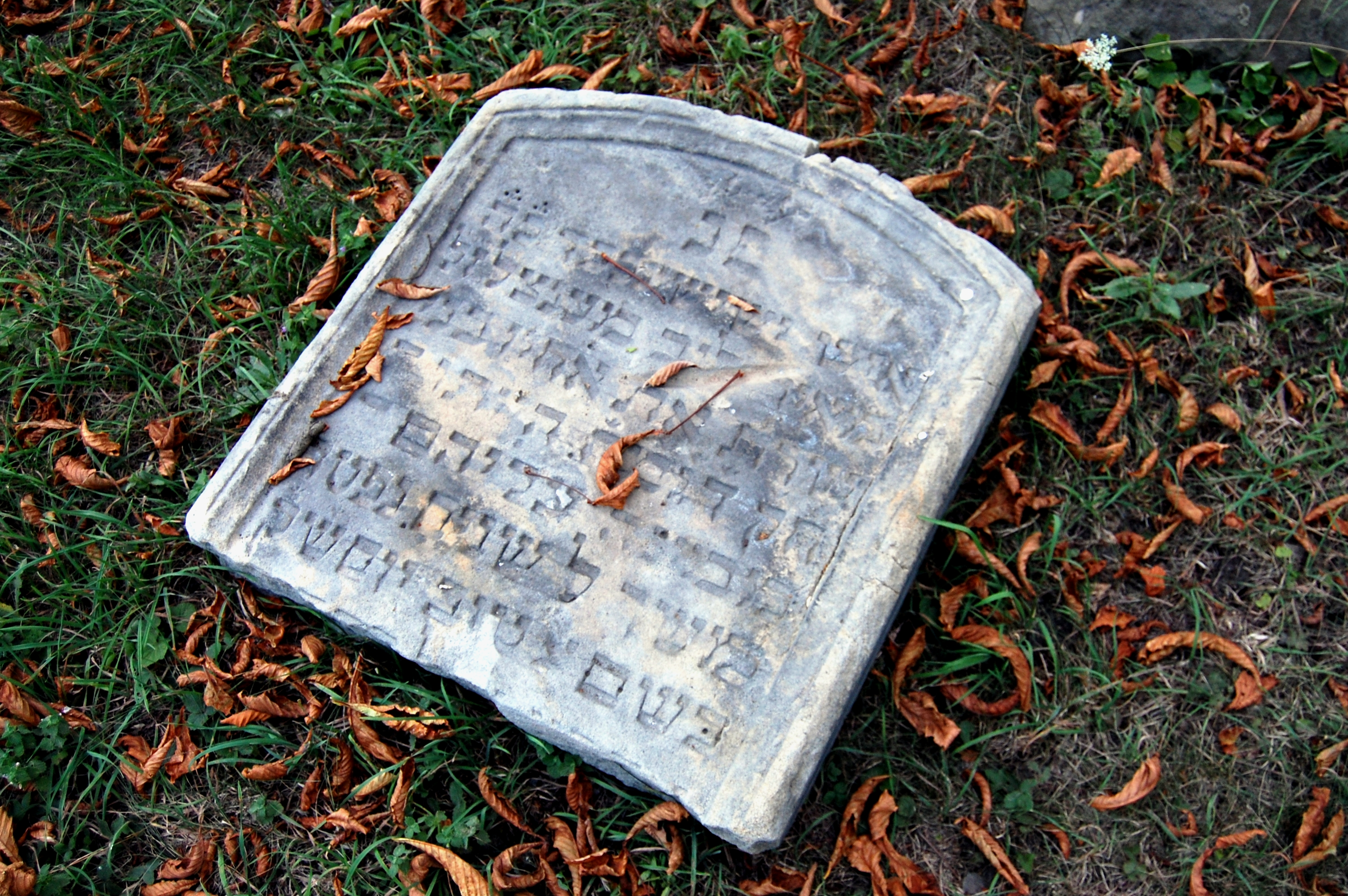
Povalený náhrobek